# Mychyrynci
Mychyrynci (ukr. Михиринці) – wieś na Ukrainie, w obwodzie chmielnickim, w rejonie chmielnickim, w hromadzie Teofipol, nad Słuczą. W 2001 roku liczyła 508 mieszkańców.